# 圣地亚哥德尔坎波

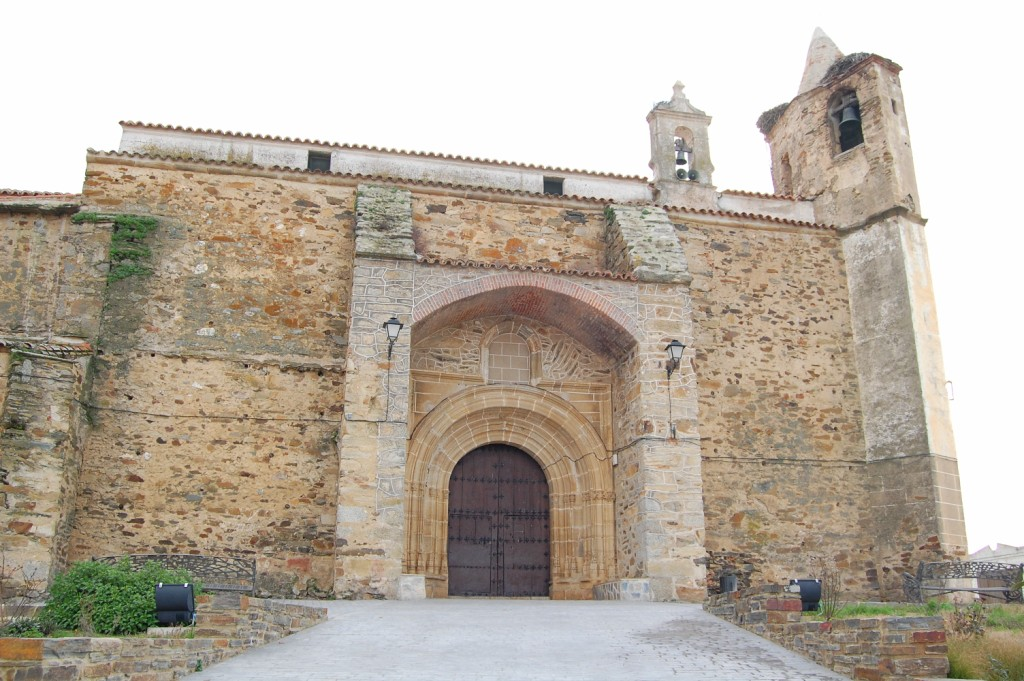

圣地亚哥德尔坎波是西班牙埃斯特雷马杜拉卡塞雷斯省的一个市镇。总面积73平方公里，总人口318人（2001年），人口密度4人/平方公里。